# Hipowitaminoza
Hipowitaminoza – zespół objawów wywołanych zbyt małą ilością jednej lub kilku witamin w organizmie. Występuje na skutek niedoboru witamin w diecie (hipowitaminoza pierwotna) lub w efekcie upośledzenia wchłaniania witamin z pokarmu, działania leków albo zwiększonego zapotrzebowania w przebiegu chorób lub w czasie ciąży (hipowitaminoza wtórna). W odróżnieniu od awitaminozy, gdzie objawy niedoboru określonych witamin są wyraźnie widoczny, w przypadku hipowitaminozy mówimy o utajonym stanie chorobowym spowodowanym częściowym niedoborem witamin. 